# スペンサー・チュニック

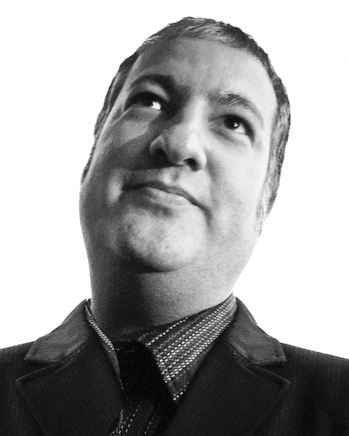

スペンサー・チュニック（Spencer Tunick, 1967年1月1日 - ）は、アメリカの写真家。

## 作風
彼は、大人数の裸の人々が芸術的な編成で姿勢を整える姿が特徴の写真で有名である。それらの写真では、あまりにも多くの人間が身を寄せ合って写真に収まるため、個々の裸体は抽象的なものとなる。インスタレーションという技法を用いて、世界中の都市で撮影が行われることも少なくない。また郊外の森林や海岸でのインスタレーションも行われており、さらには個人撮影や少人数の撮影もたびたび行われている。

## 略歴
チュニックは、ニューヨーク州のミドルタウンで生まれた。1988年、エマーソン大学で芸術学士を取得した。1986年、イギリスのロンドンを訪れ、バス停での撮影を敢行した。ロンドン南部サザークのダリッジにあるアレンズ校の下級学校の講堂で多数の写真を撮影した。1992年から、チュニックは、ニューヨークの公共の場における実況方式のヌード撮影を開始した。そこでは写真の他にビデオ撮影が行われた。彼の初期の作品と言えるこの年代の写真は、現在知られているような大集団のインスタレーションではなく、少人数の集団の中にある個別の裸体に焦点を当てている、より親密な映像であった。
この後、彼の写真は一気に人気を集め、アメリカの他の州に出かけていく。1994年までには、アメリカを含め様々な国の65ヶ所を超える場所に関連付けたインスタレーションを企画し、撮影を行った。チュニックは、世界中から賞賛を集め、次に挙げる場所での撮影を行った。ブルッヘ、ブエノスアイレス、バッファロー、ロンドン、リヨン、メルボルン、モントリオール、サン・セバスティアン、サンパウロ、カラカス、ニューカッスル、ゲーツヘッド、ウィーン、デュッセルドルフ、サンティアゴ (チリ)などである。

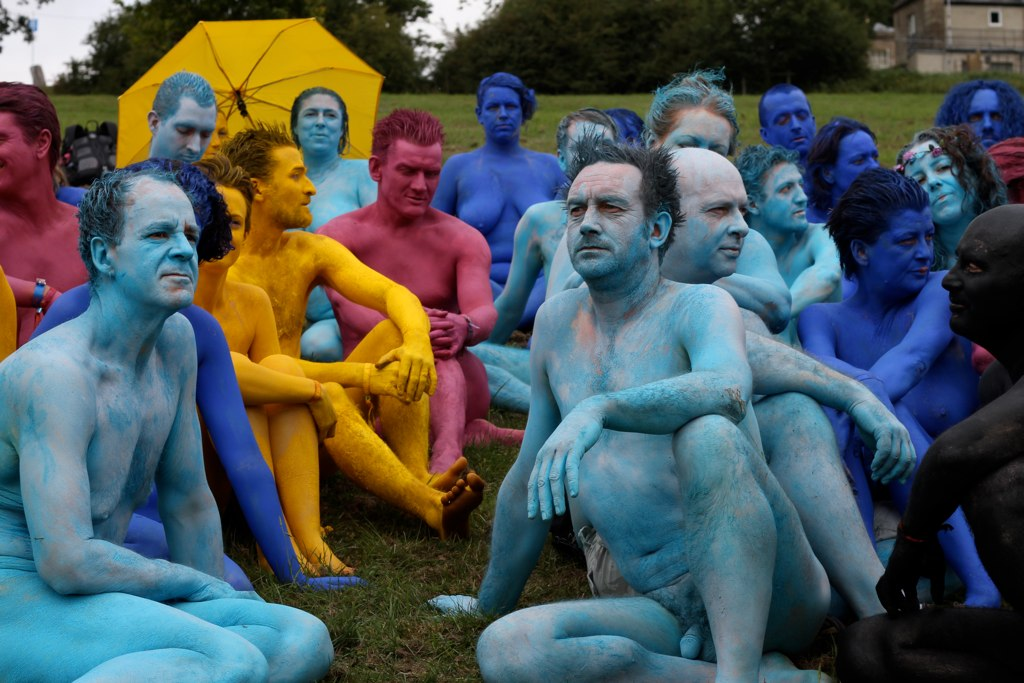
イーストナー・キャッスルで行われたヌード・インスタレーション

1992年から、スペンサー・チュニックは、ニューヨークにおける野外撮影の罪で5回逮捕されている。毎回、逮捕後すぐに罪は軽減されている。アメリカのHBOのドキュメント番組「裸の州」「裸の世界」「積極的な裸」に3回にわたり取り上げられている。2003年 6月、バルセロナにおいて、7000人の裸のスペイン人を写真に収め、自らの最大規模の撮影を達成した。2004年 6月24日、オハイオ州クリーブランドでは、アメリカにおける最大規模の2754人の姿を撮影した。2004年 8月の撮影では、町の中心の駅で1800人の裸体を被写体とした。2005年の7月17日、ニューカッスルの波止場地帯に集結した約1700人の裸の人々をタイン川の対岸にあるゲーツヘッドから撮影した。2006年 3月19日、チュニックはカラカスで1500人の裸体撮影を行った。2018年にもメルボルンで裸体撮影を行った。
彼の写真の被写体はボランティアであり、見返りにサインが記された写真を受け取る。